# النفايات القابلة للتحلل الحيوي

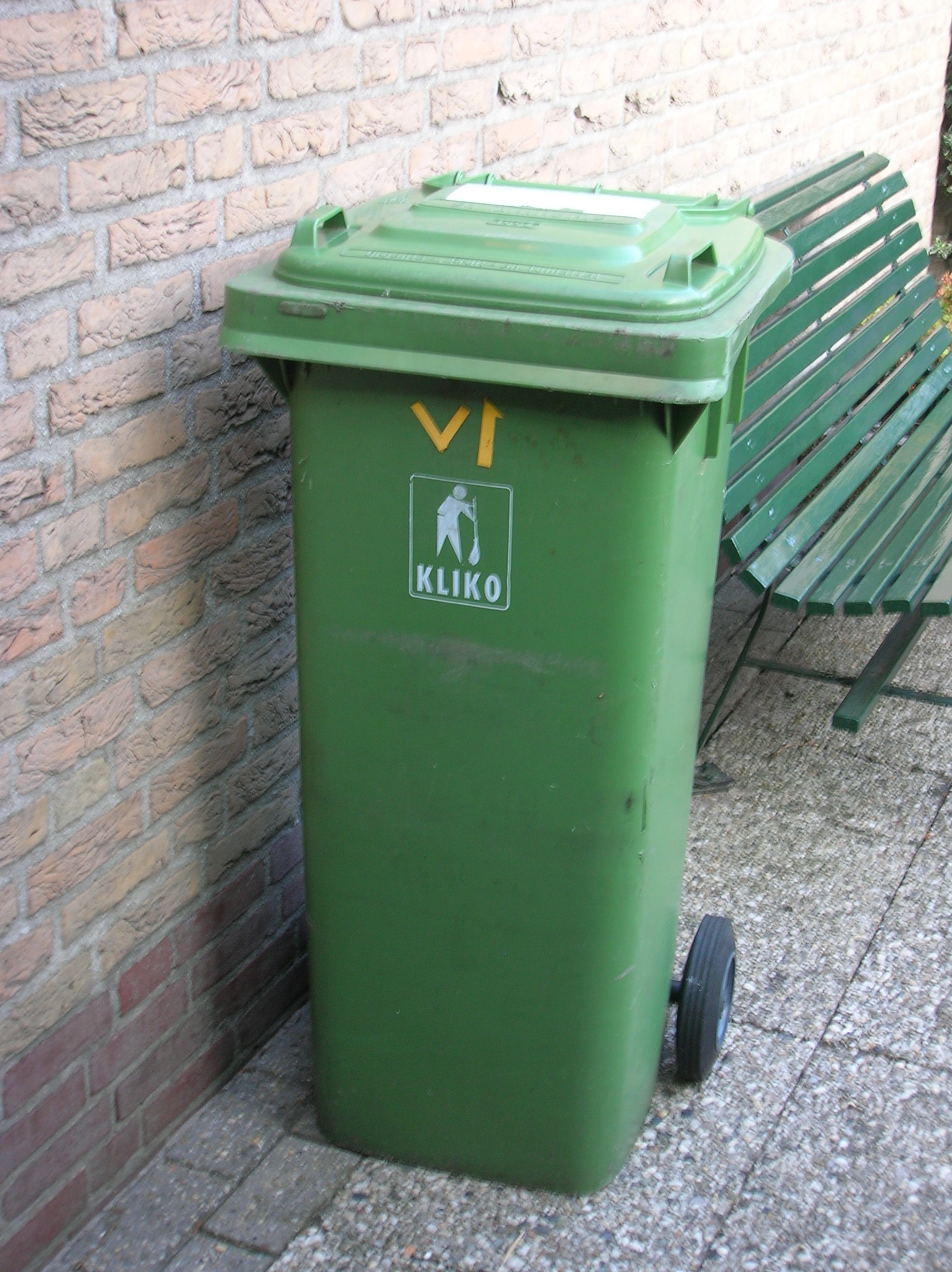

تتضمن النفايات القابلة للتحلل الحيوي أي مادة عضوية في النفايات لها القدرة على التحلل إلى ثاني أكسيد الكربون أو الماء أو الميثان أو جزيئات عضوية بسيطة عن طريق الكائنات الحية الدقيقة أو المخلوقات الأخرى من خلال السماد العضوي أو الهضم الهوائي أو الهضم اللاهوائي أو عمليات مماثلة. يتضمن تحلل النفايات بعض المواد غير العضوية والتي يمكن أن تحللها البكتيريا ومن هذه المواد الجبس ومنتجاته كاللوح الجصي وغيره من الكبريتات العضوية البسيطة التي يمكن أن تتحلل لإنتاج كبريتيد الهيدروجين في ظل شروط مكب النفايات اللاهوائية.
في مجال جمع النفايات المنزلية قد يتم تضييق نطاق النفايات القابلة للتحلل الحيوي لتشمل فقط تلك النفايات القابلة للتحلل والتي يمكن معالجتها في منشآت معالجة النفايات المحلية.

## استخدامات النفايات القابلة للتحلل الحيوي
يمكن استخدام النفايات القابلة للتحلل الحيوي لإنتاج السماد أو مصدرٍ للحرارة والكهرباء والوقود عن طريق الحرق أو الهضم اللاهوائي. تُعتبر عمليتا كومبوجس السويسرية وإيكان الدنماركية مثالين على الهضم اللاهوائي للنفايات القابلة للتحلل ، في حين أن الحرق يسترجع معظم الطاقة فإن محطات الهضم اللاهوائي تحتفظ بالمغذيات وتصنع السماد العضوي لتعديل التربة وتستمر في استعادة بعض الطاقة الموجودة على شكل غاز حيوي. أنتجت كومبوجس 27 مليون كيلوواط/ساعة من الكهرباء والغاز الحيوي في عام 2009. وسارت أقدم شاحنة للشركة 1.000,000 كيلومترًا باستخدام الغاز الحيوي المستخلص من النفايات المنزلية في الخمس عشرة سنة الماضية.

## مناطق معتمدة على النفايات العضوية
ورد في عدد من مجلة ذي إيكونوميست التي تنبأت بالأحداث في عام 2004 أن ولاية ماساتشوستس تنتج 1,4 مليون طن من النفايات العضوية كل عام. ستقوم ماساتشوستس إلى جانب كونيتيكت وفيرمونت بسن قوانين لتحويل النفايات الغذائية من مكبات النفايات.
سعة مكب النفايات في الدول الصغيرة والمكتظة بالسكان محدودة لذا تكلفة التخلص منها أعلى (60-90 دولار للطن الواحد في ماساتشوستس مقارنة مع المتوسط الوطني 49 دولار). يولد التخلص من النفايات الغذائية الميثان وهو أحد غازات الدفيئة السيئة. ومع ذلك يمكن التقاط هذا الغاز الحيوي وتحويله إلى طاقة من خلال الهضم اللاهوائي ثم بيعه لشبكات الكهرباء.
بدأ تنفيذ الهضم اللاهوائي في أوروبا لكنه بدأ يتطور في أمريكا. وتزيد ماساتشوستس من إنتاجها من الهضم اللاهوائي.

## آثار تغير المناخ
التهديد البيئي الرئيسي من النفايات القابلة للتحلل هو إنتاج الميثان وغازات الدفيئة الأخرى.